# Leda Nagle
Leda Maria Linhares Nagle (Juiz de Fora, 5 de janeiro de 1951) é uma jornalista, escritora, atriz e apresentadora de televisão brasileira. Foi apresentadora do programa diário Sem Censura, durante 20 anos na TV Brasil.

## Biografia
Leda Nagle mudou-se para o Rio de Janeiro depois de concluir a faculdade de jornalismo na Universidade Federal de Juiz de Fora, onde atuou brevemente como atriz no Grupo Divulgação. Ganhou destaque ao comandar as entrevistas do Jornal Hoje, telejornal que mais tarde ela comandaria. Ela ficou 10 anos no programa, sendo a segunda âncora que mais tempo comandou o JH (A única mulher a ficar mais tempo que ela foi Sandra Annemberg). Quando ela saiu, em 1989, o público aceitou mal a situação, pois havia se apegado ao estilo da apresentadora.
A época, ela foi convidada pela Rede Manchete para apresentar a edição da tarde do Jornal da Manchete. Apresentou também um programa matutino de entrevistas no SBT do Rio de Janeiro, o Agenda. A jornalista também já atuou em programas de rádio e em projetos promovidos pelo Ministério da Educação, pela Unesco e outras entidades.
Em 2014 Leda Nagle completou 50 anos de profissão, há vinte anos como apresentadora do programa Sem Censura, que começou na TVE Brasil, e atualmente está na TV Brasil.
Em dezembro de 2016, o colunista do jornal O Globo, Lauro Jardim, anunciou a demissão da apresentadora. A decisão foi comunicada por Laerte Rímoli, presidente da Empresa Brasil de Comunicação (EBC). Rímoli justificou a demissão com uma suposta dívida milionária que a TV Brasil possui e que não poderia mais arcar com os custos da produção. Em março de 2017, estreou um canal no Youtube.

## Vida pessoal
Filha de um imigrante libanês, Leda é mãe do ator Duda Nagle, fruto de seu relacionamento com Rogério Marques Campos, e prima do escritor e político Fernando Gabeira.

## Filmografia
| Ano                 | Título                 | Cargo         | Emissora               |
| ------------------- | ---------------------- | ------------- | ---------------------- |
| 1977-1982 1984-1989 | Jornal Hoje            | Apresentadora | Rede Globo             |
| 1983                | Bom Dia Rio            | Apresentadora | Rede Globo             |
| 1983-1988           | RJTV                   | Apresentadora | Rede Globo             |
| 1989-1993           | Jornal da Manchete     | Apresentadora | Rede Manchete          |
| 1994                | Agenda                 | Apresentadora | SBT                    |
| 1994-1995           | Leda Nagle Com Certeza | Apresentadora | TVE Brasil             |
| 1996-2016           | Sem Censura            | Apresentadora | TVE Brasil e TV Brasil |

### Internet
| Ano           | Título     | Cargo         | Plataforma |
| ------------- | ---------- | ------------- | ---------- |
| 2017-presente | Leda Nagle | Apresentadora | YouTube    |